# Hysham
Hysham è una città degli Stati Uniti d'America situata nel Montana, nella Contea di Treasure, della quale è anche il capoluogo.